# Березино (Вікуловський район)
Березино́ (рос. Березино) — село у складі Вікуловського району Тюменської області, Росія.
Населення — 285 осіб (2010, 289 у 2002).
Національний склад станом на 2002 рік:
- росіяни — 89 %